# Битва під Кальником
Би́тва під Ка́льником сталася 21 жовтня 1671 року, під час польсько-козацько-татарської війни 1666—1671.
Коронний гетьман польний Ян Собеський розбив козацько-татарське військо, яке йшло на допомогу обложеному поляками Кальнику. Попри перемогу, Собеський не зміг взяти Кальника і відступив до Брацлава.

## Вступ
Після перемоги під Брацлавом Коронний гетьман польний Ян Собеський вирішив опанувати терени між Південним Бугом і Дністром. 11 вересня 1671 року він послав 2 тис. жовнірів (разом зі слугами) для захоплення Вінниці, куди вони увірвалися на світанку 14 вересня. Міщани й козаки, зачинившись у єзуїтському монастирі (інших укріплень не було), вчинили затятий опір. Тільки після 6 годин штурму, коли більшість захисників полягла, монастир впав. Одначе 120 вояків, зібравшись під дахом костелу, продовжували битися до ранку. Лише коли їх у живих залишилося 23, вони вирішили здатися: сотника та сімох старшин відіслали до Бара, решті відрубали голови. Місто було зруйновано, й значну частину жінок і дітей жовніри забрали в неволю (за наказом Я.Собеського згодом їх звільнили). Учасник походу Ульріх Вердум описав разючий трагічністю випадок: мати сімох чи вісьмох дітей, не маючи змоги в спустошеному місті їх прогодувати, залишивши при собі двійко дітей, решту, рятуючи від голодної смерті, обливаючись слізьми, продавала по дукату польським офіцерам і бідкалася їхньою подальшою долею, особливо тим, що їх навернуть у католицизм.
Успішним діям Собеського сприяли вчинені Михайлом Ханенком та Іваном Сірком диверсії проти білгородських татар і перехід на його бік подністрянського полковника Михайла Зеленського (здав добре укріплену Стіну) та брацлавського полковника Павла Лисиці. Вчинили спротив гетьману Дорошенку Остап Гоголь та Іван Кияшко, котрі закріпилися в Могилеві.
Військова рада польського командування 29 вересня 1671 року ухвалила наступати вглиб України. 1 жовтня Ян Собеський вирушив до Могилева. Одержавши відомості про його наближення, О.Гоголь третього жовтня виявив готовність здати місто. Дізнавшись, що Брацлав визнав владу Ханенка, коронний гетьман відіслав туди основні сили армії, а сам з 1200 вершників 7 жовтня прибув до Могилева. Залишивши тут залогу, вирушив до Брацлава. 12 жовтня провів під його стінами нараду з участю М.Ханенка, І.Сірка, М.Зеленського та П.Лисиці, на якій було ухвалено пропозицію М.Ханенка зайняти Кальник.

## Битва
Хоча козаки виступали проти впровадження польської залоги до Брацлава, Ян Собеський за таємною згодою Ханенка 12 жовтня 1671 року захопив місто. Спроби польського війська 17-18 жовтня оволодіти Кальником провалилися, і Ян Собеський розпочав його блокаду. Жовніри випалили навколишні хутори й хліб на полях так, що не залишилося «жодного снопика». На допомогу кальничанам П.Дорошенко надіслав 1 тис. козаків на чолі з полковником Яремою Петрановським і 2 тис. татар, які прибули 20 жовтня.
Наступного дня польська кіннота розгромила під містом татар. У бою за греблю коло міста із 2000 татар було вбито або потонуло в глибокому ставку 500. Попри перемогу, полякам захопити Кальник знову не вдалося й жовніри відступили до Брацлава.

## Наслідки
27 жовтня в польському таборі під Іллінцями 1 тис. козаків провела раду й обрала гетьманом Ханенка. Йому були вручені надіслані королем клейноди, хоча частина присутніх бажала бачити на його місці Івана Сірка. Довідавшись, що, по-перше, на допомогу П.Дорошенку рухається нурадин-султан Сафа-Гірей, а по-друге, очікуване литовське військо на допомогу не прийде, Ян Собеський попрямував до Брацлава, де 1 листопада оголосив про завершення кампанії. Здавши командування Дмитрові Вишневецькому, він виїхав до Львова. Своєю чергою, польний гетьман передав провід над військом київському хорунжому Станіславу Вижицькому.
Вторгнення поляків у козацьку Україну й захоплення Брацлавщини стало викликом для Порти. Уже в жовтні Мехмед IV суворо попередив короля, щоб той не нападав на «козацьку державу з усіма її повітами», вимагав відвести військо, погрожуючи розпочати війну.
В самому кінці року Дорошенко дістав соліднішу поміч від своїх магометанських союзників: прийшло 26000 татар і кілька тисяч турків. В Криму сидів уже новий хан: унаслідок скарг Дорошенка султан скинув Аділь-Гірея й посадовив на трон освіченого й розумного, ще молодого Селім-Гірея. Діставши поміч, Дорошенко узявся відвойовувати Поділля. Проти тих, хто піддався був полякам добровільно, він уживав суворих репресій, віддаючи татарам у неволю.
Наприкінці 1671 року султан надіслав королю формальне оповіщення, що виступає війною на Лехістан для захисту вілаєту свого скривдженого васала Дорошенка і козацького народу.

## Виноски
1. 1 2  Смолій В. А., Степанков В. М. Українська національна революція XVII ст. (1648—1676 рр.)
2. ↑  Leszek Podhorodecki, «Chanat Krymski i jego stosunki z Polską w XV-XVIIIw.», Warszawa 1987, ISBN 83-05-11618-2, str. 214
3. ↑  Дмитро Дорошенко Нарис історії України 1966 Видавництво «Дніпрова хвиля» — Мюнхен/«ГЛОБУС» Київ, 1992. Том 2, розділ 4. Архів оригіналу за 15 жовтня 2013. Процитовано 14 листопада 2008.